# Radioåret 1961

## Händelser

### Mars
- 4 mars - Radio Canada International lägger ner sändningar på danska, norska och svenska, som hade pågått sedan 1946.
- 7 mars - Piratradiosändaren Radio Nord börjar reklamfinansierade sändningar från fartyget "Bon Jour" på internationellt vatten på Ålands hav [1]. Bon Jour är registrerat i Nicaragua [2].

### Maj
- 4 maj - Sveriges Radio startar Melodiradion (P3), för att ta tillbaka lyssnare från Radio Nord, med program som Det ska vi fira och Tio i topp [3].

### Oktober
- 14 oktober - En jury med 200 ungdomar i Stockholm och lika många i Malmö röstar fram SR:s första Tio i topp-lista, och etta är Eddie Hodges med låten I'm Gonna Knock on Your Door [4].

## Radioprogram

### Sveriges Radio
- 1 december - Årets julkalender är Julbåten Juliana. [5]

## Födda
- 21 mars – Anna Hedenmo, svensk radio- och TV-programledare.

### Fotnoter
1. ↑  20:e århundrades När Var Hur - 1961, Bernt Himmelstedt, Forum, 1999
2. ↑  Hundra år i Sverige - 1961, Hans Dahlberg, Albert Bonniers, 1999
3. ↑  Sverige 1900-talet – 1961, NE, Bra Böcker, 2000
4. ↑  20:e århundrades När Var Hur - Rocken, Bernt Himmelstedt, Forum, 1999
5. ↑  ”1961, Julbåten Juliana”. Sveriges Radio. http://sverigesradio.se/barn/julkalendrar/1961.stm. Läst 31 augusti 2015.